# Æthelred I av East Anglia
Æthelred I av East Anglia, död 779, var en engelsk monark. Han var kung av East Anglia 760–779. 